# Ster van de coaches
De Ster van de coaches is een jaarlijkse Belgische basketbalprijs uitgereikt door Het Nieuwsblad tot 2018. Sinds 2018 tellen de punten van de prijs mee voor de Most valuable player van het jaar georganiseerd door Le Soir. Na elke wedstrijd geven de coaches een top drie spelers van die wedstrijd door en op basis daarvan werd dan een eindstand opgemaakt. In 2019/20 werd er door de coronacrisis geen MVP uitgereikt maar wel een eindstand opgemaakt van de punten van de Ster van de coaches met als winnaar Hugh Robertson.

## Erelijst
| Seizoen | Speler                 | Nationaliteit    | Club                 | Ref    |
| ------- | ---------------------- | ---------------- | -------------------- | ------ |
| 2005/06 | George Evans           | Verenigde Staten | Dexia Mons-Hainaut   | [ 2 ]  |
| 2006/07 | George Evans           | Verenigde Staten | Dexia Mons-Hainaut   | [ 3 ]  |
| 2007/08 | D'Or Fischer           | Verenigde Staten | Bree BBC             | [ 4 ]  |
| 2008/09 | Trevor Huffman         | Verenigde Staten | Okapi Aalst          | [ 5 ]  |
| 2008/09 | Timothy Black          | Verenigde Staten | Antwerp Giants       | [ 6 ]  |
| 2009/10 | Will Thomas            | Verenigde Staten | Liège Basket         | [ 7 ]  |
| 2010/11 | Christopher Young      | Verenigde Staten | Okapi Aalst          | [ 8 ]  |
| 2011/12 | Chris Copeland         | Verenigde Staten | Okapi Aalst          | [ 9 ]  |
| 2012/13 | Derek Raivio           | Verenigde Staten | Okapi Aalst          | [ 10 ] |
| 2013/14 | Talor Battle           | Verenigde Staten | Belfius Mons-Hainaut | [ 11 ] |
| 2014/15 | Dušan Đorđević         | Servië           | BC Oostende          | [ 12 ] |
| 2015/16 | John Tofi              | Samoa            | Okapi Aalst          | [ 13 ] |
| 2016/17 | Seth Tuttle            | Verenigde Staten | Limburg United       | [ 14 ] |
| 2017/18 | Olivier Troisfontaines | België           | Okapi Aalst          | [ 15 ] |
| 2018/19 | Paris Lee              | Verenigde Staten | Antwerp Giants       | [ 16 ] |
| 2019/20 | Hugh Robertson         | Verenigde Staten | Okapi Aalst          | [ 17 ] |
| 2020/21 | Vladimir Mihailovic    | Montenegro       | Okapi Aalst          | [ 18 ] |
| 2021/22 |                        |                  |                      |        |
| 2022/23 | Ivan Maraš             | Montenegro       | Okapi Aalst          | [ 19 ] |

## Meervoudige winnaars
| Aantal | Speler       | Clubs              | Jaren      |
| ------ | ------------ | ------------------ | ---------- |
| 2      | George Evans | Dexia Mons-Hainaut | 2006, 2007 |

## Winnaars per club
| Aantal | Club                 | Jaren                                                |
| ------ | -------------------- | ---------------------------------------------------- |
| 9      | Okapi Aalst          | 2009, 2011, 2012, 2013, 2016, 2018, 2020, 2021, 2023 |
| 3      | Belfius Mons-Hainaut | 2006, 2007, 2014                                     |
| 2      | Antwerp Giants       | 2009, 2019                                           |
| 1      | Bree BBC             | 2008                                                 |
| 1      | Liège Basket         | 2010                                                 |
| 1      | BC Oostende          | 2015                                                 |
| 1      | Limburg United       | 2017                                                 |